# Atlantagrotis hesperoides
Atlantagrotis hesperoides là một loài bướm đêm trong họ Noctuidae.